# Andreas Schwabl
Andreas Schwabl (* 6. Oktober 1986) ist ein ehemaliger österreichischer Biathlet.
Andreas Schwabl lebt in Leogang und arbeitet als Elektriker. Er wird von Reinhard Gösweiner trainiert und startet für den SC Leogang. 1999 begann er mit dem Biathlon, seit 2004 gehört er dem Nationalkader seines Landes an. Seine ersten internationalen Rennen bestritt er seit 2004 im Junioren-Europacup. Die erste Junioren-Weltmeisterschaft lief er 2005 in Kontiolahti. Dort wurde ein 20. Platz im Einzel bestes Resultat. Ein Jahr später lief er bei der Junioren-WM in Presque Isle und wurde 34. im Einzel und Neunter mit der Staffel. An seiner dritten Junioren-WM nahm Schwabl 2007 in Martell teil. Im Staffelrennen verpasste er als Viertplatzierter knapp eine Medaille, im Verfolgungsrennen wurde er 26. In dem Jahr trat er auch bei der Junioren-Weltmeisterschaft in Bansko an und erreichte als bestes Ergebnis einen 18. Platz im Sprint. 2007 schaffte er zwei Ergebnisse unter den besten Zehn im Junioren-Europacup.
Bei den Herren begann Schwabl in der Saison 2007/08 bei Rennen im Biathlon-Europacup anzutreten. Erstes Rennen war ein Einzel in Obertilliach, in dem er 40. wurde. 2008 gewann er in Langdorf als 25. eines Einzels erstmals Punkte. Ein erstes Top-Ten-Resultat erreichte der Österreicher 2008 als Sechster eines Sprints in Cesana San Sicario. Die Biathlon-Europameisterschaften 2009 in Ufa wurden sein erstes Großereignis im Seniorenbereich. Im Einzel lief er auf den neunten Platz, im Staffelrennen war er Startläufer und erreichte zusammen mit Julian Eberhard, Sven Grossegger und Tobias Eberhard den fünften Platz.
Sein letzter Rennstart bei einem internationalen Wettbewerb erfolgte in der Saison 2010/11.
Schwabl ist mit Iris Waldhuber verheiratet.